# بوروناس
بوروناس (به پرتغالی: Braúnas) یک منطقهٔ مسکونی در برزیل است که در میناز ژرایس واقع شده‌است. بوروناس ۴٬۷۶۹ نفر جمعیت دارد.